# Vídeňská secese
Vídeňská secese, německy Wiener Secession (z lat. secessio, odstoupení, odtržení), oficiálně Vereinigung Bildender Künstler Österreichs (Sdružení rakouských výtvarných umělců) je rakouská skupina výtvarných umělců z období Fin de siècle. Sdružení bylo založeno 3. dubna 1897 několika umělci v čele s Gustavem Klimtem, který se stal prvním prezidentem této společnosti.
Členy byli malíři, sochaři a architekti. Svůj program formulovali ve vlastním časopise nazvaném Ver Sacrum. Umělci Vídeňské secese se původně vzbouřili proti estetickému konzervatismu hlavní vídeňské galerie Künstlerhaus Wien, který podle nich způsoboval izolaci Vídně od hlavních uměleckých proudů Evropy.
Ke členům patřili malíř Koloman Moser, sochař Max Klinger či architekti Josef Hoffmann, Joseph Maria Olbrich a později se připojil i Otto Wagner. Dramatik Hermann Bahr sepsal při založení skupiny jakýsi manifest, v němž se psalo: "Chceme vyhlásit válku sterilní rutině i rigidnímu byzantismu a také všem formám nevkusu... Naše Secese není bojem moderních umělců proti starým mistrům, ale bojem za opravdový rozvoj tvorby oproti takzvanému umění podvodníků, kteří se umělci pouze nazývají a umění samotnému pranic neprospívají."
Roku 1897 nechali členové hnutí postavit nový výstavní sál Pavilon Secese (Wiener Secessionsgebäude), budovu navrženou opavským rodákem Josephem Mariou Olbrichem. Stavbu financoval Karl Wittgenstein (otec filozofa Ludwiga Wittgensteina). Na průčelí budovy bylo heslo hnutí: "Der Zeit ihre Kunst. Der Kunst ihre Freiheit" ("Každé době její umění, každému umění jeho svobodu"). Budova je dnes vyobrazena na rakouské eurominci v hodnotě 50 centů.
Skupina se de facto rozpadla 14. června 1905, když z ní vystoupil Klimt, pro neshody mezi jednotlivými umělci. Oficiálně ovšem existuje dodnes.
Vídeňská secese sehrála klíčovou roli v šíření secesního stylu v Evropě (styl se v Rakousku a v českých zemích nazývá právě podle této skupiny, v jiných zemích jinak: Art nouveau ve Francii, Modern Style v Anglii, Moderna v Rusku, Jugendstil v Německu atd.).

## České malířky a sochařky

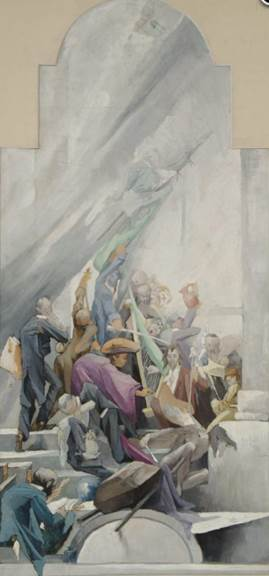
Pepa Mařáková: Alegorie

České malířky, které získaly základy v malování soukromě, využívaly možnosti dále se zdokonalovat v evropských uměleckých centrech. Tím byla koncem 19. století i Vídeň. V roce 1897 tu vznikl spolek Vídeňská secese, v jejímž čele byl Gustav Klimt. Později Vídeňské dílny (něm. Wiener Werkstatte) v roce 1903 s Josefem Hoffmannem a obojí měly velký mezinárodní ohlas. Členové spolku se stávali profesory uměleckých škol, ve kterých reorganizovali školství –Josef Hoffmann z Brtnice u Jihlavy a Alfred Roller, Anton Hanák a Hanuš Tichý z Brna. Hanuš Tichý učil nejprve v Umělecké škole pro paní a dívky. Ta byla přípravkou pro vyšší studia nebo studia v zahraničí. V ní studovala i Marie Teinitzerová. Ve Vídni se narodily tři malířky – Pepa Mařáková, která se učila u otce, pomáhala mu při výzdobě Národního muzea a jejíž nejznámější obraz je autoportrét s otcem, jenž dokládá její inteligenci a psychologický vhled. Anna Morstadtová studovala v Paříži, zůstala tam, a byla úspěšnou členkou klubu francouzských orientalistů a sochařka Mary Durasová, studovala na Uměleckoprůmyslové škole u Štursy a byla představitelkou neoklasicismu u nás. Její terakota v nadživotní velikosti Dívka v okně z roku 1926 patří k jejím nejosobitějším a poetickým sochám. Ostatní malířky – Zdenka Volová Vlčková, Valérie Myslivečková, Hella Guthová a sochařky Helena Johnová a Karla Vobišová Žáková studovaly na Uměleckoprůmyslové škole ve Vídni.

### Uměleckoprůmyslová škola ve Vídni

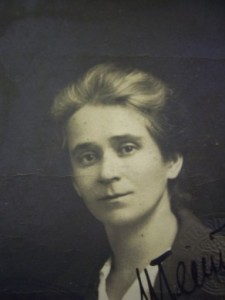
Marie Teinitzerová

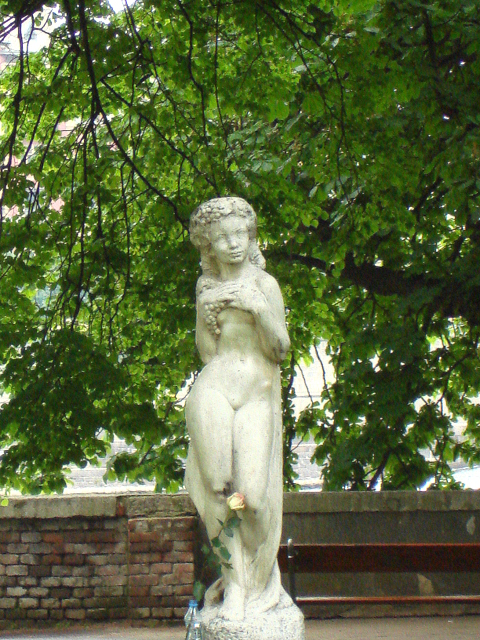
Karla Vobišová: Dívka s vinnou révou

V Uměleckoprůmyslové škole (německy Kunstgewerbeschule, dnes Vysoká škola užitého umění) získávali žáci a žákyně všeobecné vzdělání a naučili se speciálním znalostem, potřebným v uměleckých řemeslech. Od konce 19. století tu učili členové spolku Vídeňská secese: Josef Hoffmann, Koloman Moser, Alfred Roller, Michael Powolny, Anton Hanak. Ti byli i členové spolku Vídeňské dílny (Wiener Werkstätte) a představitelé jednotlivých uměleckých oborů v secesní Vídni.
Josef Hoffmann (1870–1956), architekt a designer, učil na škole od roku 1899. V roce 1903 založil s Kolomanem Moserem Vídeňské dílny podle vzoru anglických dílen. Jejich cílem byl návrh na předmět vysoké kvality, a to i řemeslné. Jedenáct žaček, které učil, spolupracovalo s těmito dílnami. Tři byly českého původu. Pro jeho nejvýznačnější stavbu, palác Stoclet v Bruselu, si přizval žačku školy Emilii Simandlovou (1880–1962), narozenou na Moravě, sochařku a keramičku, která vytvořila dekorace mezi okny. Jeho nejvěrnější žačka, Mathilde Floglová (1893–1950), narozená v Brně, všestranná návrhářka dílen, mu občas vytvářela dekoraci na jím navržené předměty, podobně i Lotte Calmová (* 1897 v Praze). Z českých žaček této školy byla nejvšestrannější Vorlová Vlčková (1872–1954). Vytvářela vitráže, keramiku, malbu na porcelán. Silně ovlivněny secesí byly její ilustrace, plakáty a příležitostné tisky. Ty byly i secesně symbolické.
Šperky, nejprve secesní, potom ve stylu art deco, tvořila Valérie Hachla-Myslivečková (1878–1968), která vystavovala i s Wiener Werkstatte.
Koloman Moser (1869–1918) byl představitel secesní grafiky. Ve svých originálních tiscích uplatňoval figuru i písmo. Pro Vídeňské dílny navrhoval nábytek a jiné předměty. Podobně i Hella Guttová (1900–1992) se věnovala grafice, kterou se naučila ve vídeňské škole, dokonce jako Moser začínala posíláním svých kreseb do novin a časopisů. Užívala tu spíše kubických tvarů silně zvýrazněných.
Alfred Roller (1864–1935) byl novátorem ve scénickém výtvarnictví. Pro Gustava Mahlera, ředitele opery, od roku 1903 vytvářel působivé jevištní dekorace. Pro Vídeňské dílny tvořil návrhy kostýmů. Z českých malířek se divadelním výtvarnictvím zabývala Vorlová Vlčková. Pro divadlo v Prostějově vytvořila kulisy a oponu. Hella Guthová pro mladé německé divadlo v Praze „Skupina 34“ navrhovala plakáty a kulisy.
Michael Powolny (1871–1954), keramik a sochař založil na Uměleckoprůmyslové škole ve Vídni keramické dílny. Jeho žačky se vyznačovaly velkou fantazií a byly úspěšné. Jednou z nich byla i Helena Johnová (1882–1962), která posílala své návrhy vídeňským dílnám.
Anton Hanák (1875–1934), secesní sochař, vytvořil mnoho monumentálních soch pro secesní architekturu ve Vídni. Na jeho portrétech žen se poučila česká sochařka Karla Vobišová Žáková (1887–1961), když byla studijně ve Vídni v jeho školním ateliéru.

### Zakladatelky umělecko-řemeslných dílen
Podle vzoru Vídeňských dílen vzniklo v Praze v roce 1908 družstvo Artěl, které založili mladí výtvarníci mezi nimi i Teinitzerová (1871–1961), která přinesla své zkušenosti ze studií ve Vídni a Helena Johnová Teinitzerová si za dva roky založila vlastní dílnu v Praze s tkaninami, tkanými na ručních stavech a s abstraktními geometrickými vzory. Johnová po studiích se dvěma spolužačkami v roce 1911 založily úspěšné Keramické družstvo ve Vídni. Roku 1926 založila Teinitzerová dílnu i v Brně. Tu potom přenesla do Jindřichova Hradce, kde vznikly pod jejím vedením významné gobelínové dílny. Johnová po vzniku republiky založila keramickou dílnu na Uměleckoprůmyslové škole v Praze.

## Prezidenti
| Období       | Prezident               |
| ------------ | ----------------------- |
| 1897–1899    | Gustav Klimt            |
| 1900         | Josef Engelhart         |
| 1901         | Carl Moll               |
| 1902         | Alfred Roller           |
| 1903         | Wilhelm Bernatzik       |
| 1904         | Felician Myrbach        |
| 1905–1906    | Ferdinand Andri         |
| 1907–1909    | Franz Hohenberger       |
| 1910         | Josef Anton Engelhart   |
| 1911         | Robert Oerley           |
| 1912–1914    | Rudolf Bacher           |
| 1915–1916    | Ferdinand Schmutzer     |
| 1917–1919    | Richard Harlfinger      |
| 1920         | Franz Messner           |
| 1920–1925    | Christian Ludwig Martin |
| 1926–1928    | Ferdinand Kitt          |
| 1929–1930    | Othmar Schimkowitz      |
| 1931–1935    | Christian Ludwig Martin |
| 1936–1938    | Alexander Popp          |
| 1946–1947    | Karl Stemolak           |
| 1948–1949    | Josef Hoffmann          |
| 1950–1954    | Albert Paris Gütersloh  |
| 1955–1957    | Paul Meissner           |
| 1957–1960    | Lois Pregartbauer       |
| 1960–1965    | Paul Meissner           |
| 1965–1968    | Walter Eckert           |
| 1968–1972    | Georg Eisler            |
| 1972–1977    | Paul Meissner           |
| 1977–1983    | Hermann Josef Painitz   |
| 1983–1991    | Edelbert Köb            |
| 1991–1995    | Adolf Krischanitz       |
| 1995–1999    | Werner Würtinger        |
| 1999–2006    | Matthias Herrmann       |
| 2006–2007    | Barbara Holub           |
| 2007–2013    | András Pálffy           |
| od roku 2013 | Herwig Kempinger        |

### Čestní prezidenti
| Rok  | Čestný prezident |
| ---- | ---------------- |
| 1897 | Rudolf von Alt   |
| 1953 | Oskar Kokoschka  |